# Ugo Perez
Pas d'image ? Cliquez ici

a Compétitions nationales et continentales officielles uniquement.

b Matchs officiels uniquement.
Ugo Perez, né le 30 novembre 1994 à Saint-Estève, est un joueur français de rugby à XIII évoluant au poste de deuxième ligne ou de pilier. Après une formation à Saint-Estève, il intègre la formation des Dragons Catalans par le biais de sa réserve le Saint-Estève XIII Catalan. Il y remporte avec ce dernier la Coupe de France en 2016 et 2018. Avec les Dragons Catalans, il prend part à quelques rencontres de Super League. Il a fait l'objet d'un prêt à Whitehaven en 2016 lui permettant de disputer plus d'une dizaine de rencontres en Championship, antichambre de la Super League, et d'un autre prêt en 2017 à Toulouse. Enfin, il connaît cinq sélections avec l'équipe de France obtenues en 2015 dans le cadre de la Coupe d'Europe des nations.

## Biographie
Son père, Serge Perez, est un ancien joueur international de rugby à XIII dans les années 1980.

## Palmarès
- Collectif :
  - Vainqueur du Championnat de France : 2019 (Saint-Estève XIII Catalan).
  - Vainqueur de la Coupe de France : 2016 et 2018 (Saint-Estève XIII Catalan).
  - Finaliste de la Coupe de France : 2015 et 2019 (Saint-Estève XIII Catalan).

### Détails en sélection
| 1. | 22 mai 2015     | Serbie         | 68-8  | Amical         | Pilier         | 4 | 1 | 0 | 0 |
| 2. | 17 octobre 2015 | Irlande        | 31-14 | Coupe d'Europe | Deuxième ligne | 0 | 0 | 0 | 0 |
| 3. | 24 octobre 2015 | Angleterre     | 4-84  | Amical         | Deuxième ligne | 0 | 0 | 0 | 0 |
| 4. | 30 octobre 2015 | Pays de Galles | 6-14  | Coupe d'Europe | Deuxième ligne | 0 | 0 | 0 | 0 |
| 5. | 7 novembre 2015 | Écosse         | 32-18 | Coupe d'Europe | Deuxième ligne | 4 | 1 | 0 | 0 |